# Estádio Joaquim Domingos Roriz
Estádio Joaquim Domingos Roriz – stadion piłkarski, w Samambaia, Distrito Federal, Brazylia, na którym swoje mecze rozgrywa klub Samambaia Futebol Clube.